# Interpolation search
L'interpolation search è un algoritmo di ricerca di un dato valore chiave in un array ordinato tramite gli stessi valori delle chiavi. È il metodo corrispondente alla ricerca di un particolare termine all'interno di un dizionario o di un nominativo all'interno di un elenco telefonico.
A ogni passo della ricerca, l'algoritmo valuta dove può trovarsi l'elemento all'interno del search space basandosi sui valori delle chiavi agli estremi dell'array e sul valore da cercare. Dopodiché confronta la chiave selezionata con il valore da cercare. Se si tratta del valore richiesto, allora l'algoritmo è terminato. Altrimenti il search space viene sostituito con la parte restante destra o sinistra dell'array, a seconda del risultato del confronto.
L'interpolation search può essere considerato come una generalizzazione della ricerca dicotomica; quest'ultima, infatti, segue lo stesso procedimento, ma non si basa sui valori degli estremi, bensì taglia il search space sempre a metà.
In media, il costo dell'algoritmo è di {\displaystyle log(log(n))} confronti (dove {\displaystyle n} è la dimensione dell'array), ma è efficace solo se le chiavi sono distribuite in maniera ragionevolmente uniforme, ovvero se la differenza fra due valori contigui è pressoché costante. Nel caso peggiore (ad esempio, se il valore numerico delle chiavi aumenta esponenzialmente), si avranno {\displaystyle O(n)} confronti.

## Esempio di implementazione
Il seguente codice C++ è un esempio di semplice implementazione. A ogni passo calcola una possibile posizione del valore, per poi restringere l'intervallo —come nella ricerca binaria — aumentando il lower bound o diminuendo l'upper bound.
```
template
 
<
typename
 
T
>

int
 
interpolation_search
(
T
 
arr
[],
 
int
 
size
,
 
T
 
key
)

{

    
int
 
low
 
=
 
0
;

    
int
 
high
 
=
 
size
 
-
 
1
 
;

    
int
 
mid
 
;

    
while
 
(
arr
[
high
]
 
!=
 
arr
[
low
]
 
&&
 
key
 
>=
 
arr
[
low
]
 
&&
 
key
 
<=
 
arr
[
high
])
  
{

        
mid
 
=
 
low
 
+
 
(
key
 
-
 
arr
[
low
])
 
*
 
((
high
 
-
 
low
)
 
/
 
(
 
arr
[
high
]
 
-
 
arr
[
low
]));

        
if
 
(
arr
[
mid
]
 
<
 
key
)

            
low
 
=
 
mid
 
+
 
1
 
;

        
else
 
if
 
(
key
 
<
 
arr
[
mid
])

            
high
 
=
 
mid
 
-
 
1
;

        
else

            
return
 
mid
;

    
}

    
if
 
(
key
 
==
 
arr
[
low
])

        
return
 
low
 
;

    
else

        
return
 
-1
;

}

```